# Clausicella setigera
Clausicella setigera är en tvåvingeart som först beskrevs av Daniel William Coquillett 1895.  Clausicella setigera ingår i släktet Clausicella och familjen parasitflugor. Inga underarter finns listade i Catalogue of Life.